# Au-delà du mur de l'argent

Au-delà du mur de l'argent est le quatrième livre d'Édouard Tétreau, expert financier. Cet ouvrage a pour but d’accompagner le déplacement du Pape François les 24 et 25 septembre 2015 à Washington.
Édouard Tétreau est également l'auteur d'Analyste au cœur de la folie financière.

## Résumé
À partir d’une note qu’il a rédigée fin 2014 pour le Vatican et en préparation de la tournée américaine historique du Pape François en septembre 2015 (de New York à Washington DC), Édouard Tétreau s’inspire du Pape et des textes fondateurs de la doctrine sociale de l’Église pour esquisser dans ce livre des alternatives économiques.

## En savoir plus
- Au-delà du mur de l'argent sur le site des Éditions Stock